# Andrusivka, Krîvîi Rih
Andrusivka (în ucraineană Андрусівка) este un sat în comuna Zlatoustivka din raionul Krîvîi Rih, regiunea Dnipropetrovsk, Ucraina.

## Demografie
Componența lingvistică a localității Andrusivka
     Ucraineană (92,31%)
     Rusă (5,13%)
Conform recensământului din 2001, majoritatea populației localității Andrusivka era vorbitoare de ucraineană (92,31%), existând în minoritate și vorbitori de rusă (5,13%).